# Bonviller
Ne doit pas être confondu avec Bonvillers.
Bonviller est une commune française située dans le département de Meurthe-et-Moselle, en région Grand Est. Elle appartient à la communauté des communes du Pays du Sânon.

## Géographie

### Localisation
La commune de Bonviller est un village proche de Lunéville situé à 5 km. Elle est à 32 km de distance de Baccarat et à 32 km au sud-est de Nancy.

### Communes limitrophes
Le territoire de la commune est limitrophe de 6 autres communes.
Les communes limitrophes sont  Bienville-la-Petite, Deuxville, Einville-au-Jard, Jolivet et Lunéville.
|           | Einville-au-Jard |                     |
| Deuxville | Bonviller        | Bienville-la-Petite |
| Lunéville | Jolivet          | Sionviller          |

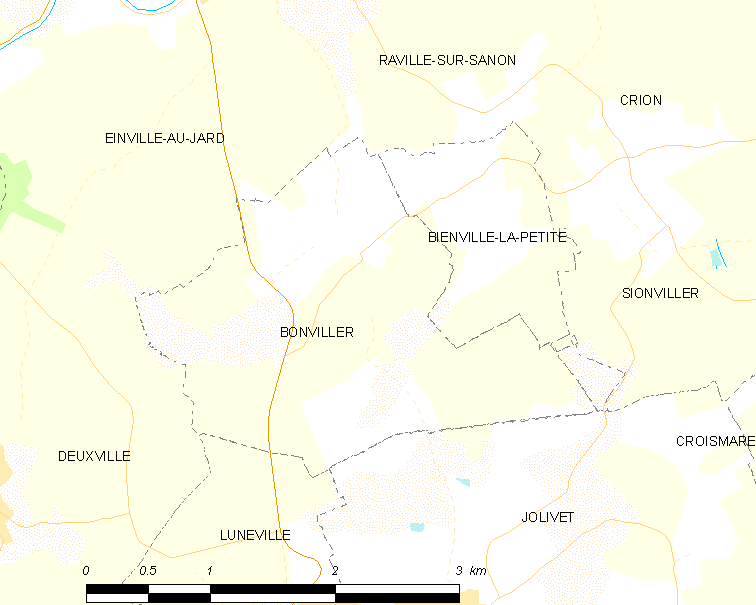
Carte de la commune.
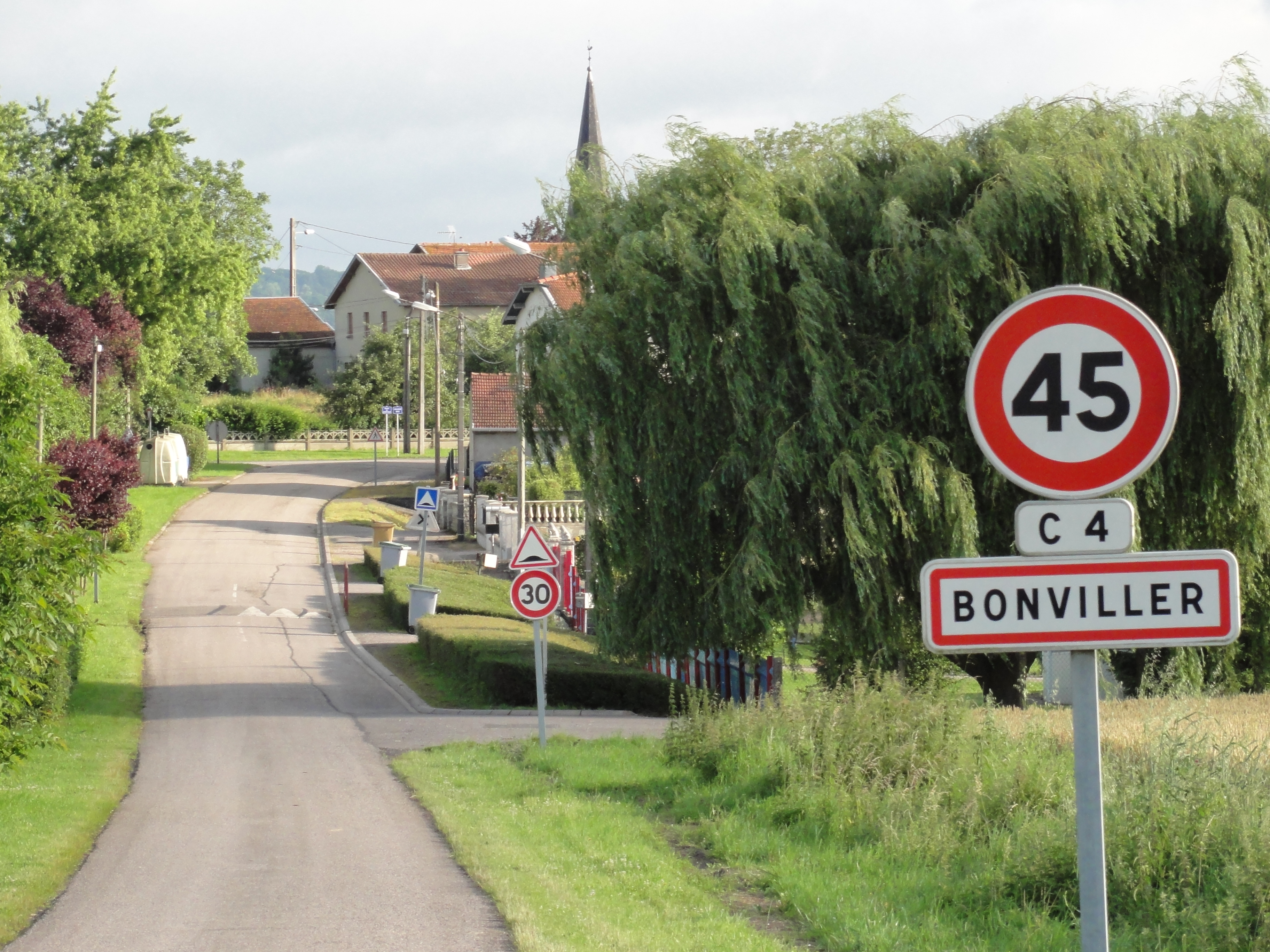
Entrée de Bonviller.

### Hydrographie
La commune est dans le bassin versant du Rhin au sein du bassin Rhin-Meuse. Elle est drainée par le ruisseau de Bussy, le ruisseau de la Grande Fontaine, le ruisseau des Saules et le ruisseau du Souche,.

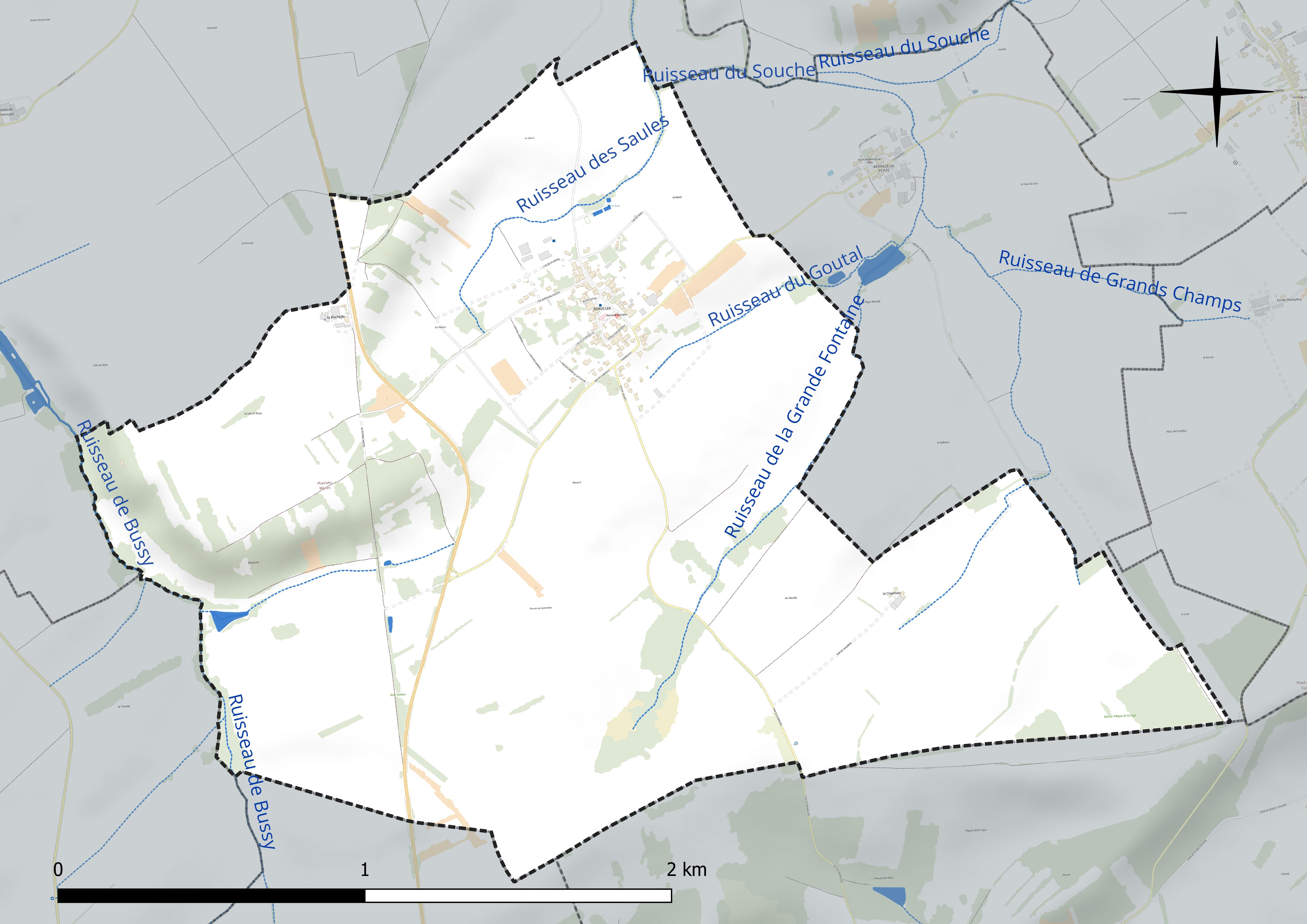
Réseau hydrographique de Bonviller.

### Climat
Pour des articles plus généraux, voir Climat du Grand Est et Climat de Meurthe-et-Moselle.
En 2010, le climat de la commune est de type climat océanique dégradé des plaines du Centre et du Nord, selon une étude du Centre national de la recherche scientifique s'appuyant sur une série de données couvrant la période 1971-2000. En 2020, Météo-France publie une typologie des climats de la France métropolitaine dans laquelle la commune est exposée à un climat semi-continental et est dans la région climatique  Lorraine, plateau de Langres, Morvan, caractérisée par un hiver rude (1,5 °C), des vents modérés et des brouillards fréquents en automne et hiver. 
Pour la période 1971-2000, la température annuelle moyenne est de 9,7 °C, avec une amplitude thermique annuelle de 16,9 °C. Le cumul annuel moyen de précipitations est de 768 mm, avec 11,7 jours de précipitations en janvier et 9,2 jours en juillet. Pour la période 1991-2020, la température moyenne annuelle observée sur la station météorologique de Météo-France la plus proche, « Nancy-Essey », sur la commune de Tomblaine à 21 km à vol d'oiseau, est de 11,0 °C et le cumul annuel moyen de précipitations est de 746,3 mm. 
La température maximale relevée sur cette station est de 40,1 °C, atteinte le 24 juillet 2019 ; la température minimale est de −24,8 °C, atteinte le 21 février 1956,,. 
Les paramètres climatiques de la commune ont été estimés pour le milieu du siècle (2041-2070) selon différents scénarios d'émission de gaz à effet de serre à partir des nouvelles projections climatiques de référence DRIAS-2020. Ils sont consultables sur un site dédié publié par Météo-France en novembre 2022.

## Urbanisme

### Typologie
Au 1er janvier 2024, Bonviller est catégorisée commune rurale à habitat dispersé, selon la nouvelle grille communale de densité à sept niveaux définie par l'Insee en 2022.
Elle est située hors unité urbaine. Par ailleurs la commune fait partie de l'aire d'attraction de Nancy, dont elle est une commune de la couronne,. Cette aire, qui regroupe 353 communes, est catégorisée dans les aires de 200 000 à moins de 700 000 habitants,.

### Occupation des sols
L'occupation des sols de la commune, telle qu'elle ressort de la base de données européenne d’occupation biophysique des sols Corine Land Cover (CLC), est marquée par l'importance des territoires agricoles (100 % en 2018), une proportion identique à celle de 1990 (100 %). La répartition détaillée en 2018 est la suivante : terres arables (56,3 %), zones agricoles hétérogènes (33,8 %), prairies (9,9 %). L'évolution de l’occupation des sols de la commune et de ses infrastructures peut être observée sur les différentes représentations cartographiques du territoire : la carte de Cassini (XVIIIe siècle), la carte d'état-major (1820-1866) et les cartes ou photos aériennes de l'IGN pour la période actuelle (1950 à aujourd'hui).

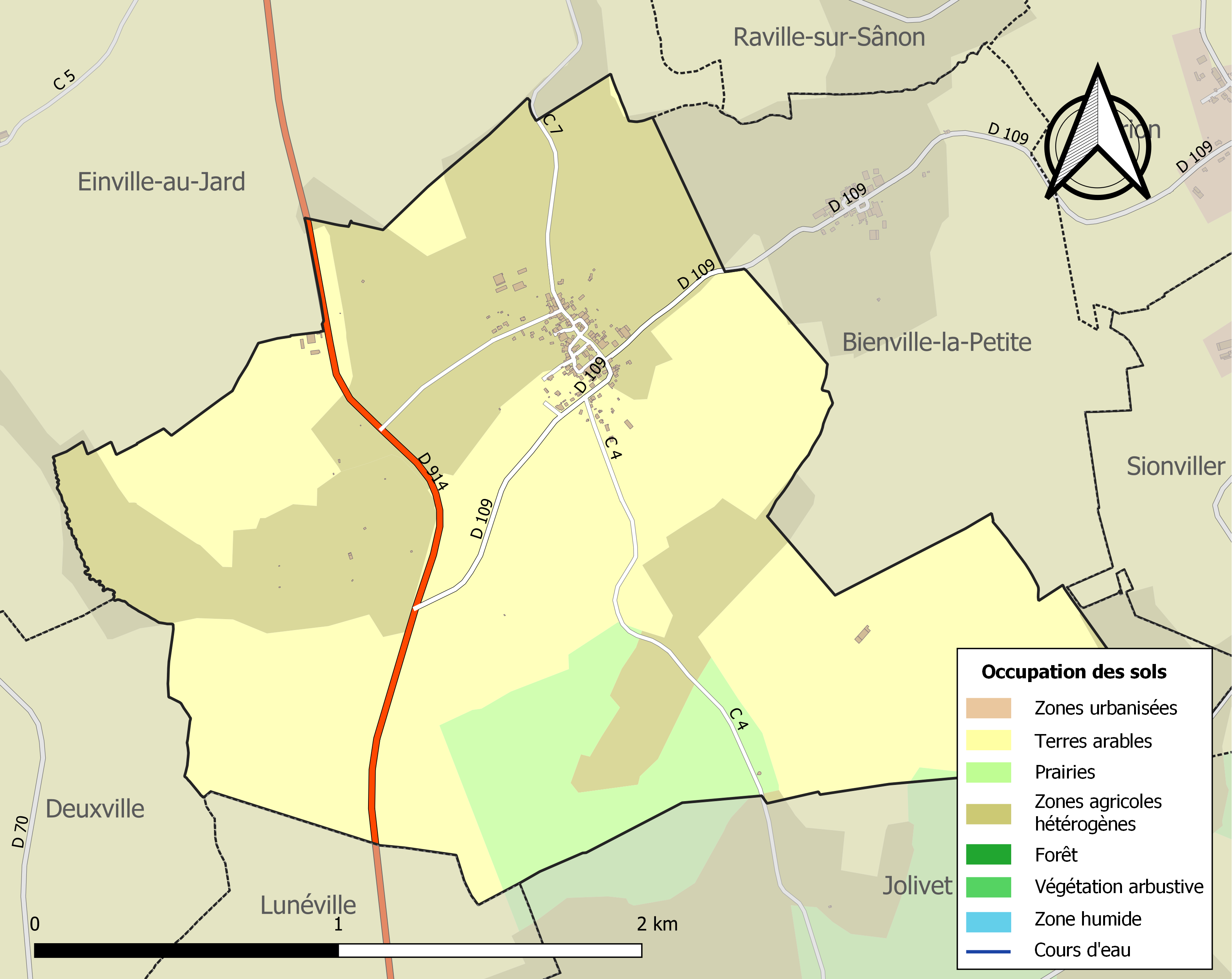
Carte des infrastructures et de l'occupation des sols de la commune en 2018 (CLC).

## Toponymie
- Boinviler (en 1251 au traité du chapitre de Lunéville), Boinvilleir (en 1323 au traité du chapitre d'Einville), Bonviller de leis Einville (en 1339 au chapitre de la collégiale Saint-Georges)[14].

## Histoire
Henri Ier, sire de Blâmont (1258-1331), acquiert un opulent territoire entre Meurthe et Mortagne. La seigneurie de Bonviller qu'il obtient en 1290 parachève ces conquêtes qui doublent son domaine.
Bonviller qui dépendait, comme Sionviller et Bienville, du château d'Einville a beaucoup souffert de la peste en 1631 qui fit périr “bon nombre de personnes” et, les années suivantes, de l'invasion des Suédois qui porta la dévastation. Les comptes du domaine d'Einville en rapportent les détails : 
- 1641 : ni doyen, ni maire et pas moins de laboureur tous réfugiés à Lunéville.
- 1642 : toujours aucun laboureur mais seulement six pauvres manouvriers restés depuis 1635.
- 1644 : aucun bétail.
- 1657 : le four banal ne fonctionne pas à cause des troubles, les habitants contraints de se réfugiés dans les bois.

Bonviller est érigé en succursale en 1802 avec Bienville-la-Petite pour annexe.
Découverte en 1838 d'un trésor de monnaies romaines.
Bonviller a pu profiter de la modernité du LE, une ligne de chemin de fer d'intérêt local à voie métrique de Lunéville à Einville ouverte en 1902 avec un arrêt à Bonviller. En 1910, l'embranchement à Jolivet avec le LBB favorise le transport des voyageurs dans tout le canton et celui des marchandises entre les Vosges et le canal de la Marne au Rhin. Le trafic de la ligne fonctionnera jusqu'en 1942.
Dès le 1er août 1914, Lunéville et ses environs subissent des combats violents et sont envahis jusqu'en septembre. Tous les villages de la ligne LE ainsi que Lunéville sont libérés peu de temps après mais le front se stabilise à proximité, les bombardements causant de nombreux dégâts.

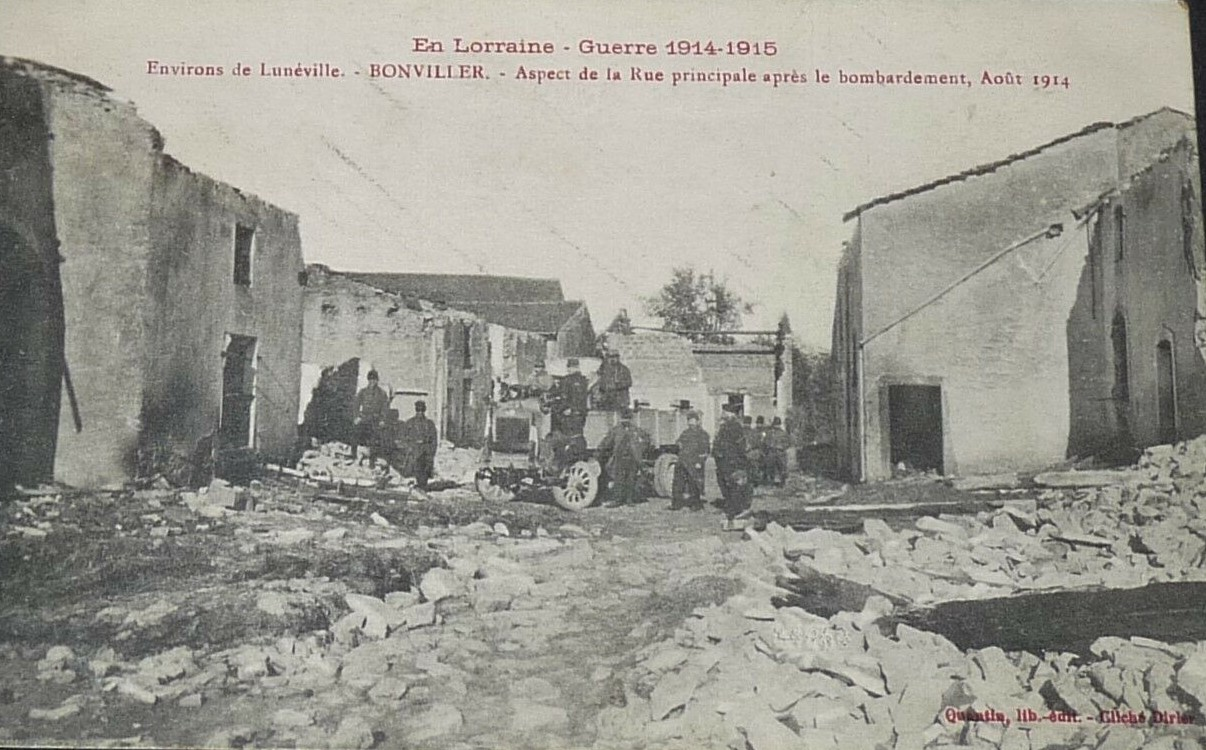
Bonviller bombardée en août 1914.

Le 142e régiment d'infanterie engage les premiers combats le 18 août 1914 mais les uhlans talonnent leurs arrière-gardes les 19 et 20 août. Le régiment poursuit sa marche sur Lunéville mais rapidement l'alerte est donnée ; le régiment, de nouveau, est lancé dans la bataille à Jolivet, Bonviller, Sionviller, Bayon, Fraimbois et Gerbéviller. Toute leur bravoure ne peut enrayer la poussée ennemie. Les 21, 23 et 25 août 1914, les Allemands mettent le feu à 26 immeubles du village de Bonviller selon une “commission d'enquête sur les atrocités allemandes” parue dans le Journal Officiel du 8 janvier 1915.
Par arrêté en date du 15 juin 1922, le ministre de la Guerre et des Pensions cite la commune, avec d'autres communes voisines, pour sa belle conduite pendant la guerre : «....  Bauzemont, Bienville-la-Petite, Bonviller, Hoéville, Raville, Serres, Valhey (Meurthe-et-Moselle) : envahies par l'ennemi en 1914, ont subi courageusement toutes les vexations d'une occupation brutale, prouvant, par la belle énergie de leurs habitants, leur confiance inébranlable dans la victoire finale.».

## Politique et administration
| Période                                  | Période  | Identité                    | Étiquette | Qualité                              |
| ---------------------------------------- | -------- | --------------------------- | --------- | ------------------------------------ |
| Les données manquantes sont à compléter. |          |                             |           |                                      |
| mars 2001                                | mai 2020 | Dominique Jacquot           |           | Retraitée de l'enseignement          |
| mai 2020                                 | En cours | Rachel Sayer épouse Kaiser, |           | Professeure, profession scientifique |

## Population et société

### Démographie
L'évolution du nombre d'habitants est connue à travers les recensements de la population effectués dans la commune depuis 1793. Pour les communes de moins de 10 000 habitants, une enquête de recensement portant sur toute la population est réalisée tous les cinq ans, les populations de référence des années intermédiaires étant quant à elles estimées par interpolation ou extrapolation. Pour la commune, le premier recensement exhaustif entrant dans le cadre du nouveau dispositif a été réalisé en 2007.

En 2022, la commune comptait 180 habitants, en évolution de −2,7 % par rapport à 2016 (Meurthe-et-Moselle : −0,13 %, France hors Mayotte : +2,11 %).
| 1793 | 1800 | 1806 | 1821 | 1831 | 1836 | 1841 | 1846 | 1851 |
| ---- | ---- | ---- | ---- | ---- | ---- | ---- | ---- | ---- |
| 245  | 254  | 302  | 314  | 344  | 338  | 356  | 340  | 336  |

| 1856 | 1861 | 1872 | 1876 | 1881 | 1886 | 1891 | 1896 | 1901 |
| ---- | ---- | ---- | ---- | ---- | ---- | ---- | ---- | ---- |
| 309  | 317  | 286  | 300  | 277  | 285  | 264  | 247  | 226  |

| 1906 | 1911 | 1921 | 1926 | 1931 | 1936 | 1946 | 1954 | 1962 |
| ---- | ---- | ---- | ---- | ---- | ---- | ---- | ---- | ---- |
| 227  | 215  | 193  | 187  | 176  | 167  | 181  | 180  | 162  |

| 1968 | 1975 | 1982 | 1990 | 1999 | 2006 | 2007 | 2012 | 2017 |
| ---- | ---- | ---- | ---- | ---- | ---- | ---- | ---- | ---- |
| 149  | 152  | 155  | 165  | 173  | 182  | 183  | 185  | 183  |

| 2022 | - | - | - | - | - | - | - | - |
| ---- | - | - | - | - | - | - | - | - |
| 180  | - | - | - | - | - | - | - | - |

## Économie
Autrefois l'activité principale de Bonviller était l'agriculture. Il reste toujours des exploitations agricoles.
D'après la monographie communale de 1888, les terres labourables sont bien cultivées et donnent des récoltes abondantes, les prairies naturelles ne donnent pas de bon fourrage mais les prairies artificielles donnent du trèfle, du sainfoin, de la minette, de la vesce et de la luzerne.
Au début du XXe siècle, plusieurs de ses habitants travaillent dans les entreprises d'Einville. On y trouve alors deux aubergistes, un distillateur, un maréchal-ferrant et un laitier. La broderie perlée est également un complément de revenus.
En 2018, Bonviller a une dizaine d'entreprises, essentiellement dans l'élevage de chevaux et la production animale, la culture de céréales, l'activité immobilière et divers travaux et services.

## Culture locale et patrimoine

### Lieux et monuments
- Église Saint-Blaise XVe siècle, remaniée XVIIIe siècle.
- Ferme de La Rochelle, écart de Bonviller sur la D 914 : ancien cense-fief[29] ; colombier, mur d'enceinte avec une tour d'angle carrée.
- Lavoir - gayoir

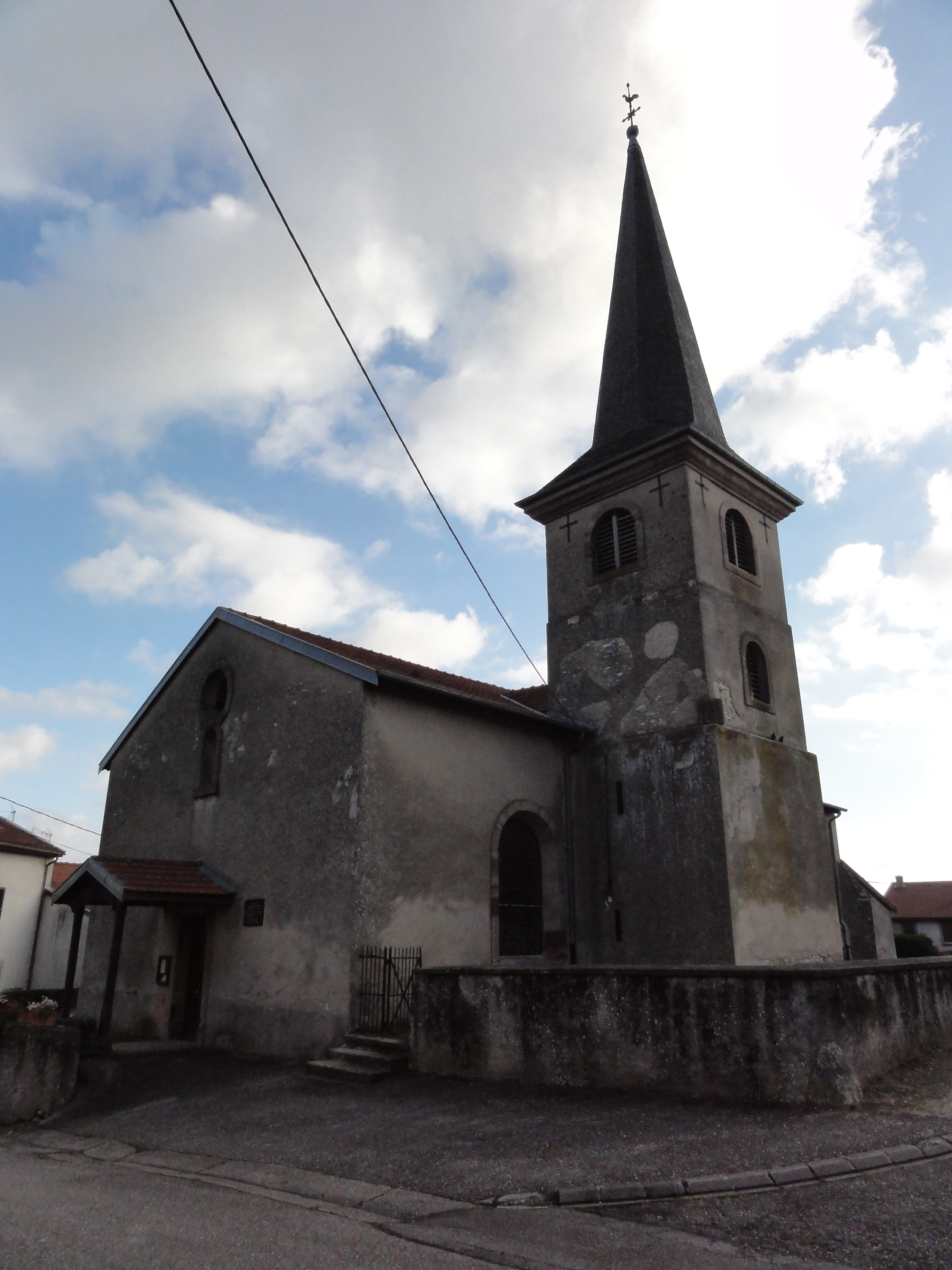
Église Saint-Blaise.
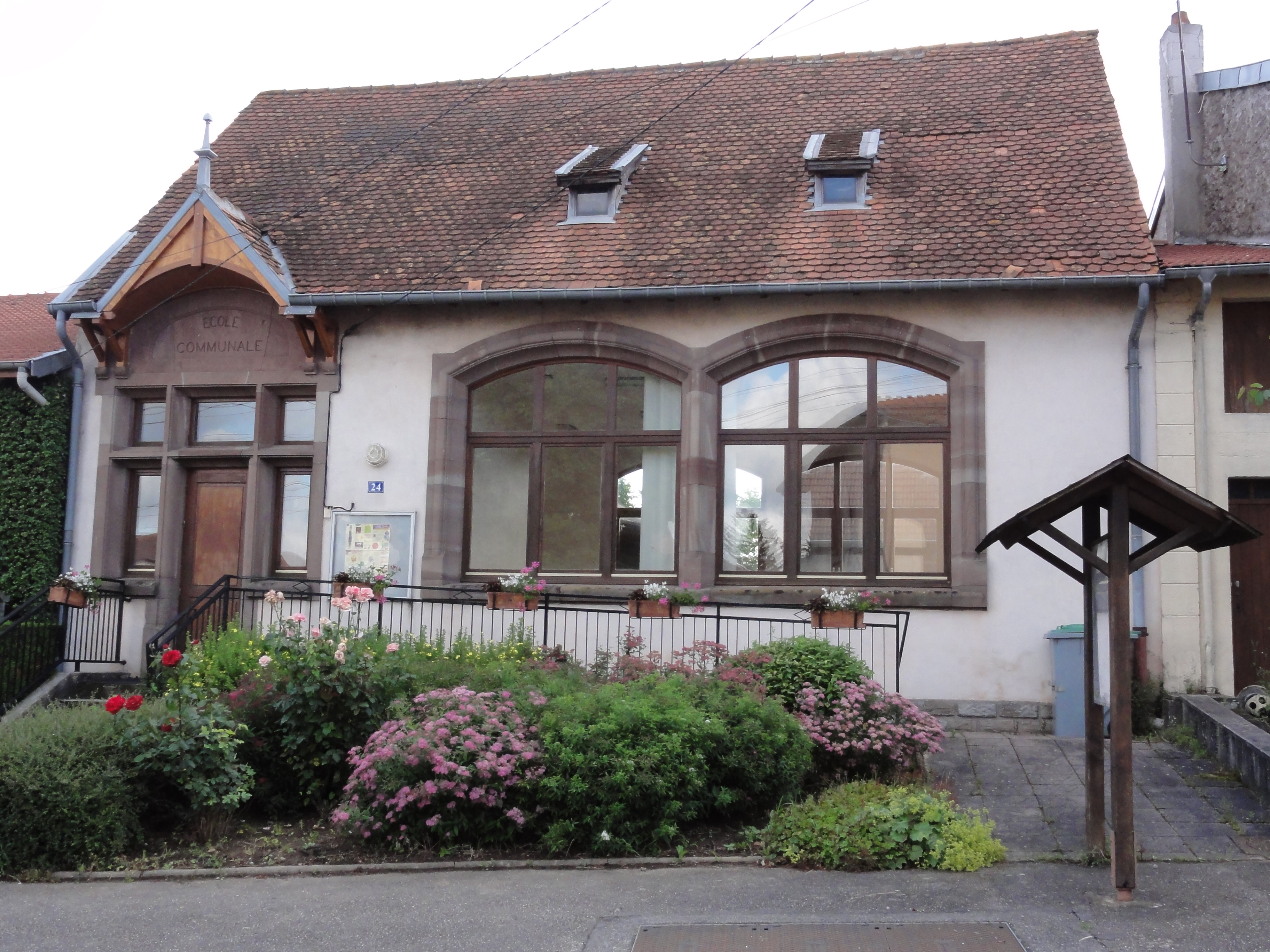
École communale.
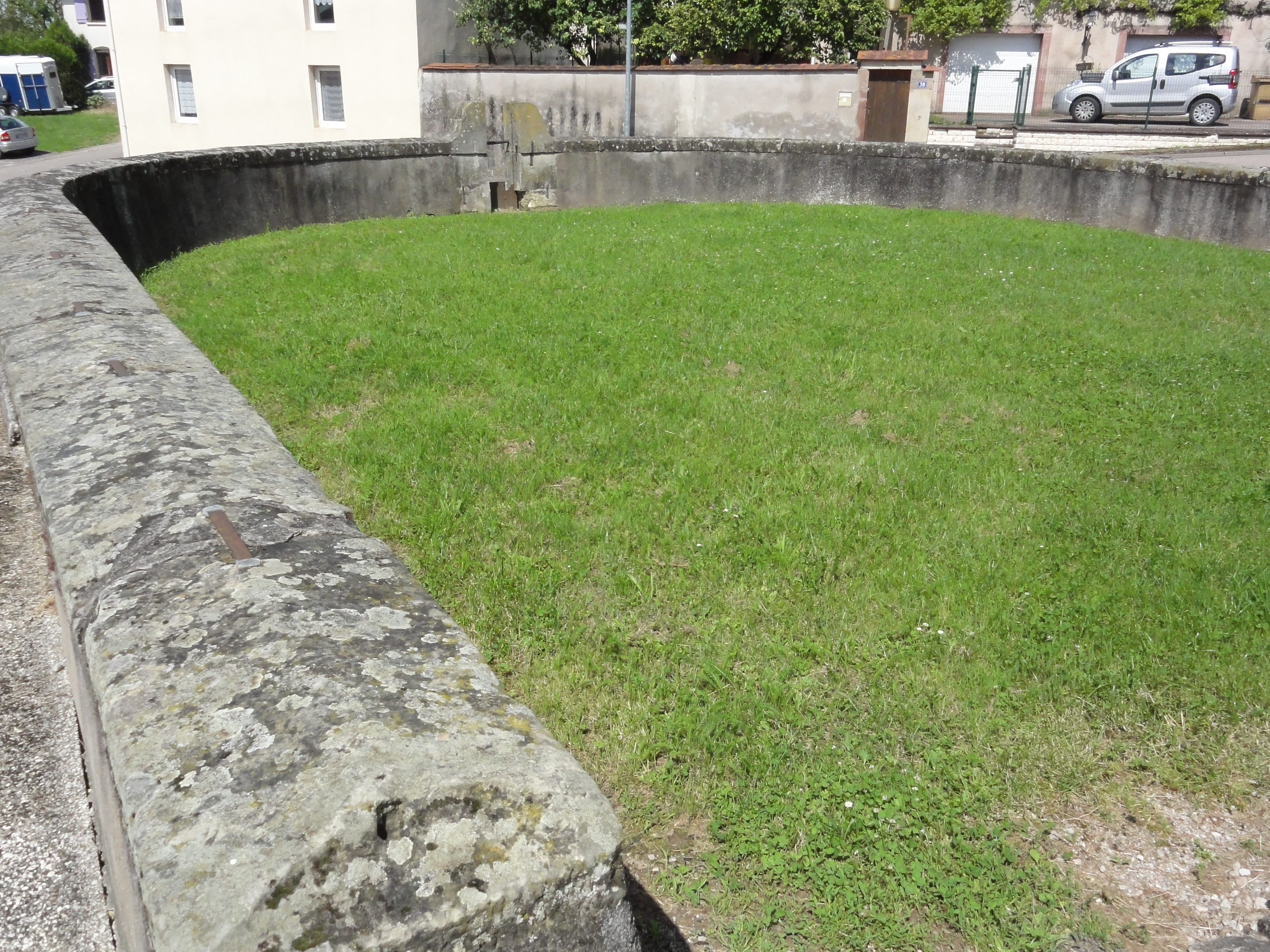
Gayoir.

### Personnalités liées à la commune

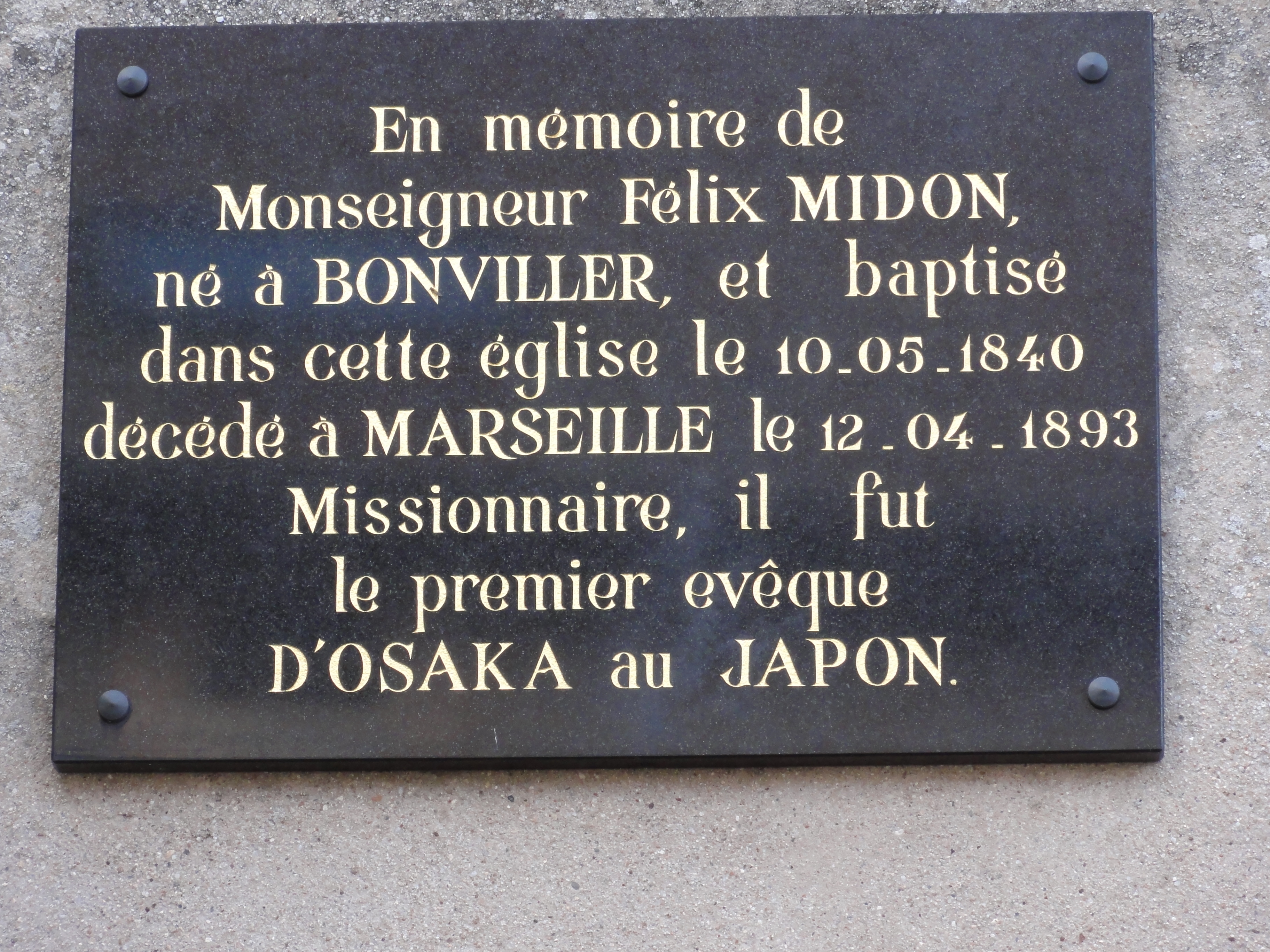
Plaque commémorative Mgr Felix Midon, sur l'église

- Félix Midon (1840-1893), né à Bonviller, premier évêque d'Osaka, au Japon.

### Héraldique
| Blason de Bonviller | Blason  | D'azur à la fasce ondée d'or accompagnée en chef d'un bœuf d'argent et en pointe d'un lion léopardé contourné du même et d'une étoile d'or à senestre.                                                           |
| Blason de Bonviller | Détails | En 1237, le village était réputé pour posséder un grand troupeau de bovins, d'où le boeuf. Le reste du blason est celui de la famille Poural, seigneur du lieu. Le statut officiel du blason reste à déterminer. |